# تپه چغاکل کولینه
تپه چغاکل کولینه مربوط به مس وسنگ است و در شهرستان اسلام‌آباد غرب، بخش مرکزی دهستان حومه جنوبی، ۲ کیلومتری شمال شرقی چغا خشت واقع شده و این اثر در تاریخ ۱۴ اسفند ۱۳۸۵ با شمارهٔ ثبت ۱۷۸۴۱ به‌عنوان یکی از آثار ملی ایران به ثبت رسیده است.